# Агаштиколь
Агаштико́ль (каз. Ағаштыкөл) — село у складі Амангельдинського району Костанайської області Казахстану. Входить до складу Урпецького сільського округу.
У радянські часи село називалось Мангал.
Населення — 119 осіб (2021; 177 у 2009, 180 у 1999, 275 у 1989).